# Deporte en Serbia
Los deportes populares en Serbia incluyen baloncesto, fútbol, voleibol, waterpolo, balonmano, tenis.
Serbia organizó varias competiciones deportivas internacionales, Universiada de verano, campeonatos mundiales y europeos. Anualmente se celebran el maratón de Belgrado y la Vuelta a Serbia.
El ministro de deportes y juventud en el Gobierno de la República de Serbia es Vanja Udovičić.
La Primera sociedad serbia de gimnasia y lucha fue fundada en la primavera de 1857, y el Comité Olímpico de Serbia fue fundado en 1910. El actual presidente es Božidar Maljković. La Asociación deportiva de Serbia es una organización que se ocupa de deportes no olímpicos.
Las sociedades deportivas más famosas de Serbia son JSD Partizan (sus fanes se llaman Grobari) y Sociedad Deportiva Estrella Roja (sus fanáticos se llaman Delije).
Los notables logros en deportes de equipo, así como algunos de los deportes individuales populares, a menudo se celebran en las calles y plazas de todo el país, y se organiza una bienvenida tradicional frente a la asamblea en Belgrado.

## Juegos Olímpicos

Logotipo del Comité Olímpico de Serbia

Serbia debutó en los Juegos Olímpicos en 1912. Aunque Serbia no participó en los Juegos en Atenas en 1896, el rey serbio Aleksandar estuvo presente por invitación del rey griego George. El deportista de Vojvodina Momčilo Tapavica ganó la medalla de bronce en el tenis bajo la bandera de Hungría y se convirtió en el primer Serbio, el ganador de la medalla olímpica. Después de la Primera Guerra Mundial, los atletas de Serbia participaron como parte de diferentes comunidades yugoslavas hasta 2006. Bajo su bandera, Serbia volvió a los Juegos Olímpicos de Beijing 2008.
Bajo diferentes banderas han participado hasta ahora, los atletas de Serbia ganaron medallas en los siguientes deportes: atletismo, baloncesto, balonmano, boxeo, canotaje, fútbol, judo, lucha, natación, remo, taekwondo, tenis, tenis de mesa, tiro, voleibol y waterpolo.
Grabar por número de participaciones y medallas (cinco) sostienen al tirador deportivo Jasna Šekarić.
Belgrado fue la ciudad candidata para los Juegos Olímpicos de verano de 1992 y 1996.

## Deportes de equipo

### Fútbol
La organización que maneja el fútbol en Serbia es la Asociación de Fútbol de Serbia. La Asociación de Fútbol de Serbia tiene un centro deportivo en Stara Pazova donde se preparan los equipos nacionales.
Los futbolistas serbios participaron en los Campeonatos del Mundo bajo las banderas de Yugoslavia y Serbia y Montenegro diez veces hasta 2010 cuando Serbia apareció por primera vez como un país independiente en el Mundial. 
Debido a desacuerdos en la Federación Yugoslava de Fútbol, en el Mundial de 1930 en Uruguay, solo futbolistas de Serbia representaban el Reino de Yugoslavia (la mayoría de los jugadores provenían de dos clubes BSK y Jugoslavija, el derbi más importante de Belgrado antes de la Segunda Guerra Mundial) y llegaron a las semifinales. El equipo ideal del campeonato está incluido Milutin Ivković. Los futbolistas Aleksandar Tirnanić, Blagoje Marjanović y Milovan Jakšić también señalaron. El éxito de los jugadores de fútbol del Reino de Yugoslavia ha revivido a través de la película Montevideo.
Con el equipo nacional Yugoslavo, los futbolistas serbios llegaron a las semifinales en 1962 y jugaron tres veces en los cuartos de final, la última vez en 1990 cuando Dragan Stojković fue elegido para el equipo ideal de los campeones. Representantes de la República Federativa de Yugoslavia/Serbia y Montenegro, aparecieron dos veces en los Campeonatos del Mundo en 1998 cuando llegaron a la octava final y 2006. 
En el Campeonato de Europa, Yugoslavia fue vicecampeón dos veces, en 1960 cuando cuatro de los futbolistas serbios se incluyeron en el equipo ideal Milan Galić, Vladimir Durković, Bora Kostić y Dragoslav Šekularac, y en 1968 cuando el mejor anotador y miembro del equipo ideal del campeonato fue Dragan Džajić. Belgrado, junto con Zagreb, fue el anfitrión del Campeonato Europeo de 1976, y la final se jugó en el estadio de Estrella Roja. El equipo de Yugoslavia ha llegado a semifinales. El mayor éxito del equipo nacional de la República Federativa de Yugoslavia en el Campeonato de Europa es los cuartos de final de 2000 (Savo Milošević fue el mejor anotador).
Serbia ganó el Mundial Sub-20 de 2015 tras vencer a Brasil por 2 a 1 en tiempo suplementario.
En la Superliga de Serbia 16 equipos juegan. Tradicionalmente, los mejores equipos de fútbol serbio son Estrella Roja y Partizán. Los partidos de fútbol entre estos dos clubes se llaman derbis eternos. Ambos equipos se fundaron en 1945 y dominaron el fútbol de clubes de Yugoslavia (Estrella: 19 títulos, Partizan: 11 títulos). La rivalidad continuó después de la desintegración de Yugoslavia.
El mayor éxito del fútbol de clubes en Serbia fue en 1991, cuando los jugadores de la Estrella Roja ganaron la Copa de Campeones de Europa y la Copa Intercontinental, mientras que el Partizán jugó la final de la Copa de Europa en 1966.

### Waterpolo
La selección de waterpolo de Serbia masculina es el segundo equipo nacional más exitoso después de Hungría en la historia de este deporte, después de haber ganado la medalla de oro olímpica en 2016, tres campeonatos mundiales (2005, 2009 y 2015). Las últimas 3 Copas Mundiales FINA en 2006, 2010, 2014. Un récord de 12 Ligas Mundiales FINA y siete Campeonatos Europeos en 2001, 2003, 2006, 2012, 2014, 2016 y 2018, respectivamente.
En 2016, se convirtieron en el primer equipo nacional de la historia en tener simultáneamente títulos en todos los grandes campeonatos en los que se compiten en Waterpolo: el Campeonato Europeo, el Campeonato del Mundo, la Copa del Mundo, la Liga Mundial FINA y los Juegos Olímpicos.

### Baloncesto
Serbia es una de las potencias mundiales del baloncesto ya que el equipo nacional de baloncesto masculino de Serbia ganó dos campeonatos mundiales (en 1998 y 2002), tres campeonatos europeos (en 1995, 1997 y 2001) y también dos medallas de plata en los Juegos Olímpicos (en 1996 y 2016).
La famosa "escuela de entrenadores serbios" produjo a muchos de los entrenadores europeos más exitosos de todos los tiempos, como Željko Obradović (un récord de nueve títulos de la Euroliga), Božidar Maljković (cuatro títulos de la Euroliga), Aleksandar Nikolić (tres títulos de la Euroliga), Dušan Ivković (dos títulos de la Euroliga) y Svetislav Pešić.

### Tenis
El equipo nacional masculino de la Copa Davis de Serbia ganó la final frente a Francia en la Copa Davis 2010 que se celebró en el estadio de Belgrado.

### Voleibol
Serbia se convirtió en campeón de Europa nuevamente en 2019 con Uroš Kovačević siendo coronado MVP del torneo.

## Deportes individuales

### Tenis

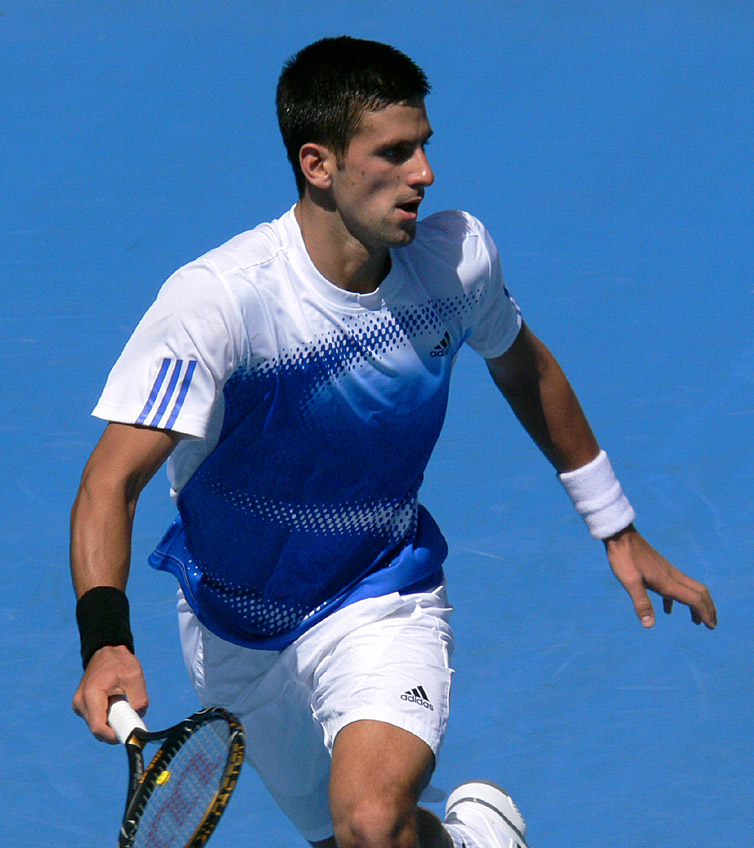
Novak Djokovic, uno de los mejores tenistas de la historia.

El éxito reciente de los tenistas serbios ha llevado a un inmenso crecimiento en la popularidad del tenis en Serbia. Novak Djokovic, veintitrés veces campeón  Grand Slam, terminó en 2011, 2012, 2014, 2015 y 2018 como N.º 1 en el mundo.
Monica Seles, una ex N.º 1 mundial, miembro del Salón Internacional de la Fama del Tenis, ganó nueve títulos individuales de Grand Slam(durante la existencia de Yugoslavia). Ana Ivanovic (campeona del Abierto de Francia 2008) y Jelena Janković se ubicaron en el puesto número 1 en el Ranking WTA.

### Natación
El nadador Milorad Čavić, fue 6 veces campeón de Europa, 1 vez campeón del mundo y obtuvo medalla de plata en los Juegos Olímpicos de Pekín 2008.

## Logros

### Fútbol

#### Club
UEFA Champions League
- 1990–91 campeón: Estrella Roja de Belgrado

Copa Intercontinental
- Copa Intercontinental 1991 campeón: Estrella Roja de Belgrado

### Baloncesto

#### Internacional (Masculino)
| Games            | Oro | Plata | Bronce | Total |
| Juegos Olímpicos | 0   | 2     | 0      | 2     |
| Copa Mundial     | 2   | 1     | 0      | 3     |
| Eurobasket       | 3   | 2     | 1      | 6     |
| Total            | 5   | 5     | 1      | 11    |
| ---------------- | --- | ----- | ------ | ----- |

#### Internacional (femenino)
| Games            | Oro | Plata | Bronce | Total |
| Juegos Olímpicos | 0   | 0     | 1      | 1     |
| Eurobasket       | 2   | 0     | 1      | 3     |
| Total            | 2   | 0     | 2      | 4     |
| ---------------- | --- | ----- | ------ | ----- |

### Waterpolo
Actualizado desde el Campeonato Europeo 2020
| Competition          | Medalla de oro | Medalla de plata | Medalla de bronce | Total |
| -------------------- | -------------- | ---------------- | ----------------- | ----- |
| Juegos Olímpicos     | 1              | 1                | 3                 | 5     |
| Campeonato Mundial   | 3              | 2                | 3                 | 8     |
| Copa Mundial         | 3              | 0                | 2                 | 5     |
| Liga Mundial         | 12             | 1                | 1                 | 14    |
| Campeonato Europeo   | 7              | 2                | 1                 | 10    |
| Juegos Mediterráneos | 3              | 0                | 1                 | 4     |
| Summer Universiada   | 3              | 1                | 2                 | 6     |
| Total                | 32             | 7                | 13                | 52    |